# Rajd Finlandii 2012

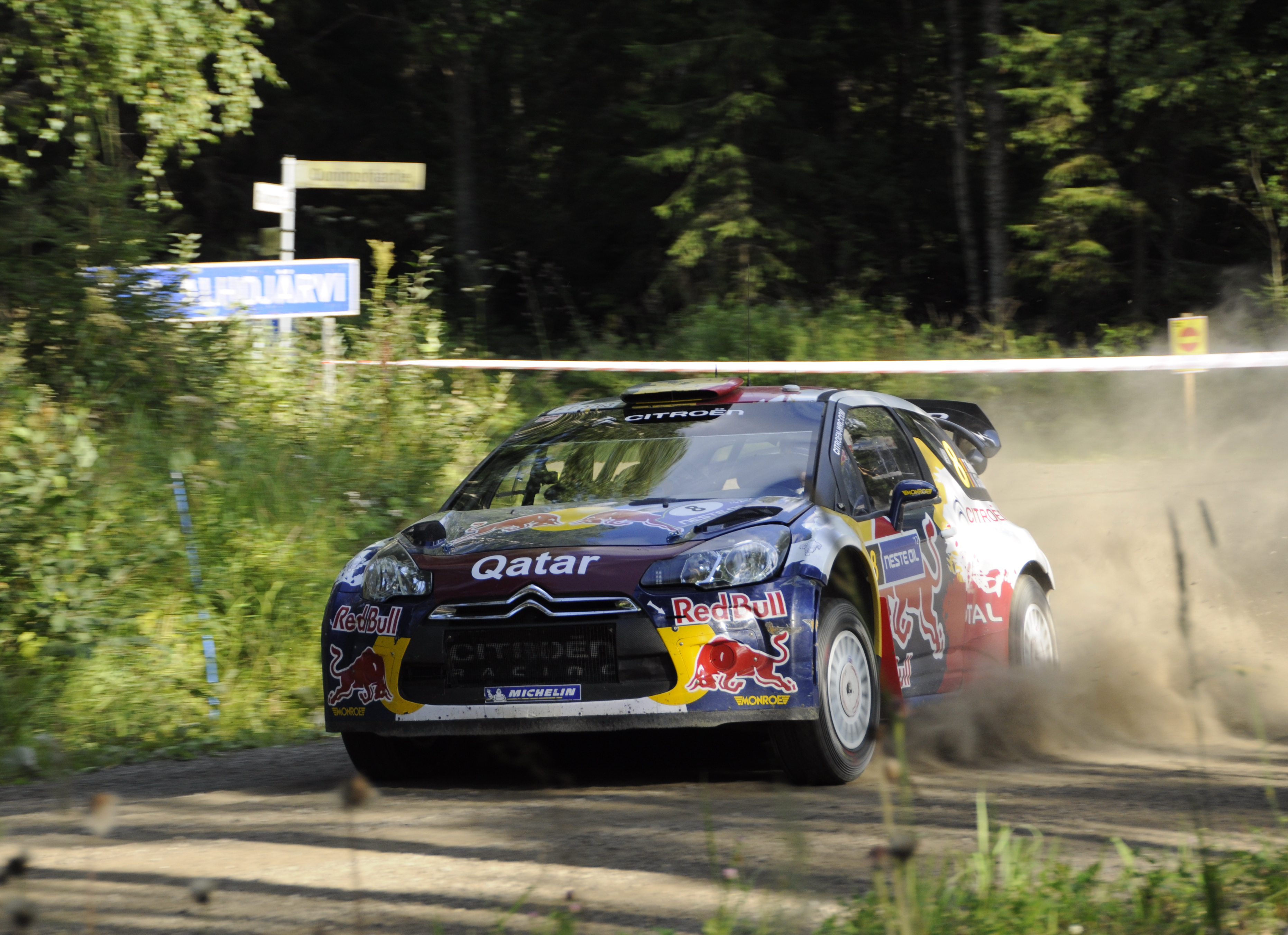
Thierry Neuville podczas rajdu

Rajd Finlandii był 8. rundą Rajdowych Mistrzostw Świata 2012. Rajd odbył się w dniach 2–4 sierpnia, jego bazą było miasto Jyväskylä. Rajd był także 5. rundą Mistrzostw Świata Samochodów S2000 (SWRC).
Rajd wygrał Sébastien Loeb, była to jego 73. wygrana w karierze, 3. w rajdzie Finlandii, druga z rzędu. Drugie miejsce zajął Mikko Hirvonen, a trzeci był Jari-Matti Latvala.

## Klasyfikacja ostateczna
| Msc.   | Kierowca             | Pilot              | Samochód                | Czas      | Strata   | Grupa | Punkty |
| ------ | -------------------- | ------------------ | ----------------------- | --------- | -------- | ----- | ------ |
| 1      | Sébastien Loeb       | Daniel Elena       | Citroën DS3 WRC         | 2:28:11.4 | 0.0      | WRC M | 26     |
| 2      | Mikko Hirvonen       | Jarmo Lehtinen     | Citroën DS3 WRC         | 2:28:17.5 | 6.1      | WRC M | 21     |
| 3      | Jari-Matti Latvala   | Miikka Anttila     | Ford Fiesta RS WRC      | 2:28:46.4 | 35.0     | WRC M | 15     |
| 4      | Petter Solberg       | Chris Patterson    | Ford Fiesta RS WRC      | 2:29:07.5 | 56.1     | WRC M | 14     |
| 5      | Mads Østberg         | Jonas Andersson    | Ford Fiesta RS WRC      | 2:30:43.5 | 2:32.1   | WRC M | 10     |
| 6      | Ott Tänak            | Kuldar Sikk        | Ford Fiesta RS WRC      | 2:30:59.0 | 2:47.6   | WRC M | 8      |
| 7      | Matti Rantanen       | Mikko Lukka        | Ford Fiesta RS WRC      | 2:33:03.1 | 4:51.7   | WRC   | 6      |
| 8      | Jari Ketomaa         | Mika Stenberg      | Ford Fiesta RS WRC      | 2:34:13.3 | 6:01.9   | WRC   | 4      |
| 9      | Martin Prokop        | Zdeněk Hrůza       | Ford Fiesta RS WRC      | 2:34:15.7 | 6:04.3   | WRC   | 2      |
| 10     | Sébastien Ogier      | Julien Ingrassia   | Škoda Fabia S2000       | 2:36:57.4 | 8:46.0   | 2     | 1      |
|        |                      |                    |                         |           |          |       |        |
| 16     | Thierry Neuville     | Nicolas Gilsoul    | Citroën DS3 WRC         | 2:41:50.6 | +13:39.2 | WRC M |        |
|        |                      |                    |                         |           |          |       |        |
| 36     | Evgeniy Novikov      | Denis Giraudet     | Ford Fiesta RS WRC      | 3:02:58.5 | +34:47.1 | WRC M |        |
|        |                      |                    |                         |           |          |       |        |
| 39     | Chris Atkinson       | Stéphane Prévot    | Citroën DS3 WRC         | 3:05:29.0 | +37:17.6 | WRC M |        |
| SWRC   |                      |                    |                         |           |          |       |        |
| 1 (11) | Per-Gunnar Andersson | Emil Axelsson      | Proton Satria Neo S2000 | 2:39:01.2 | 0.0      | 2     | 25     |
| 2 (17) | Yazeed Al-Rajhi      | Michael Orr        | Ford Fiesta RRC         | 2:42:19.0 | 3:17.8   | 2     | 18     |
| 3 (18) | Juha Salo            | Marko Salminen     | Proton Satria Neo S2000 | 2:44:47.9 | 5:46.7   | 2     | 15     |
| 4 (23) | Maciej Oleksowicz    | Andrzej Obrebowski | Ford Fiesta S2000       | 2:50:34.6 | 11:33.4  | 2     | 12     |
| 5 (25) | Esapekka Lappi       | Janne Ferm         | Ford Fiesta S2000       | 2:51:19.0 | 12:17.8  | 2     | 10     |

1. ↑  Litera M przy oznaczeniu grupy do której należy samochód oznacza, iż tylko ci kierowcy zdobywali punkty dla swoich zespołów liczonych w klasyfikacji producentów na koniec sezonu.

### Odcinki specjalne
| Dzień        | Odcinek | Godz. rozp. | Nazwa                      | Długość  | Zwycięzca                         | Czas    | Średnia prędkość | Lider rajdu    |
| ------------ | ------- | ----------- | -------------------------- | -------- | --------------------------------- | ------- | ---------------- | -------------- |
| 1 2 sierpnia | OS1     | 17:23       | Koukunmaa                  | 13,68 km | Sébastien Loeb                    | 6:59.8  | 117,31 km/h      | Sébastien Loeb |
| 1 2 sierpnia | OS2     | 19:00       | SSS Jokimaa                | 2,00 km  | Petter Solberg                    | 1:32.5  | 77,84 km/h       | Sébastien Loeb |
| 1 2 sierpnia | OS3     | 20:50       | Mynnilä                    | 14,22 km | Sébastien Loeb                    | 6:34.7  | 129,70 km/h      | Sébastien Loeb |
| 2 3 sierpnia | OS4     | 7:42        | Urria                      | 12,75 km | Sébastien Loeb                    | 5:59.5  | 127,68 km/h      | Sébastien Loeb |
| 2 3 sierpnia | OS5     | 8:39        | Jukojärvi                  | 22,29 km | Mikko Hirvonen                    | 10:34.0 | 126,57 km/h      | Sébastien Loeb |
| 2 3 sierpnia | OS6     | 11:28       | Mökkiperä 1                | 11,38 km | Mikko Hirvonen                    | 5:29.6  | 124,30 km/h      | Sébastien Loeb |
| 2 3 sierpnia | OS7     | 12:14       | Palsankylä 1               | 13,92 km | Sébastien Loeb                    | 7:06.8  | 117,41 km/h      | Sébastien Loeb |
| 2 3 sierpnia | OS8     | 13:32       | Lankamaa 1                 | 23,06 km | Mikko Hirvonen                    | 11:11.4 | 123,65 km/h      | Sébastien Loeb |
| 2 3 sierpnia | OS9     | 16:08       | Mökkiperä 2                | 11,38 km | Mikko Hirvonen                    | 5:26.8  | 125,36 km/h      | Sébastien Loeb |
| 2 3 sierpnia | OS10    | 16:54       | Palsankylä 2               | 13,92 km | Sébastien Loeb                    | 7:01.7  | 118,83 km/h      | Sébastien Loeb |
| 2 3 sierpnia | OS11    | 18:12       | Lankamaa 2                 | 23,06 km | Petter Solberg                    | 11:03.2 | 125,17 km/h      | Sébastien Loeb |
| 2 3 sierpnia | OS12    | 20:00       | SSS Killeri                | 2,06 km  | Sébastien Loeb                    | 1:22.8  | 89,57 km/h       | Sébastien Loeb |
| 3 4 sierpnia | OS13    | 7:56        | Surkee 1                   | 14,95 km | Sébastien Loeb                    | 8:05.7  | 110,81 km/h      | Sébastien Loeb |
| 3 4 sierpnia | OS14    | 8:54        | Leustu 1                   | 21,94 km | Mikko Hirvonen                    | 10:25.8 | 126,21 km/h      | Sébastien Loeb |
| 3 4 sierpnia | OS15    | 11:18       | Surkee 2                   | 14,95 km | Sébastien Loeb                    | 8:00.3  | 112,05 km/h      | Sébastien Loeb |
| 3 4 sierpnia | OS16    | 12:16       | Leustu 2                   | 21,94 km | Sébastien Loeb Jari-Matti Latvala | 10:20.2 | 127,35 km/h      | Sébastien Loeb |
| 3 4 sierpnia | OS17    | 15:37       | Ouninpohja 1               | 33,01 km | Mikko Hirvonen                    | 15:26.9 | 128,21 km/h      | Sébastien Loeb |
| 3 4 sierpnia | OS18    | 18:00       | Ouninpohja 2 (Power stage) | 33,01 km | Mikko Hirvonen                    | 15:17.3 | 129,55 km/h      | Sébastien Loeb |

### Power Stage
| Miejsce | Kierowca       | Czas      | Różnica | Średnia prędkość | Punkty |
| ------- | -------------- | --------- | ------- | ---------------- | ------ |
| 1       | Mikko Hirvonen | 15:17.350 | 0.000   | 129,543 km/h     | 3      |
| 2       | Petter Solberg | 15:17.983 | 0.633   | 129,453 km/h     | 2      |
| 3       | Sébastien Loeb | 15:18.427 | 1.077   | 129,391 km/h     | 1      |

## Klasyfikacja po 8 rundzie

### Kierowcy
| Lp. | Kierowca                 | Pkt |
| --- | ------------------------ | --- |
| 1   | Sébastien Loeb           | 171 |
| 2   | Mikko Hirvonen           | 128 |
| 3   | Petter Solberg           | 104 |
| 4   | Mads Østberg             | 90  |
| 5   | Jari-Matti Latvala       | 69  |
| 6   | Evgeny Novikov           | 55  |
| 7   | Martin Prokop            | 38  |
| 8   | Thierry Neuville         | 32  |
| 9   | Dani Sordo               | 29  |
| 10  | Ott Tänak                | 26  |
| 11  | Nasser Al-Attiyah        | 23  |
| 12  | Sébastien Ogier          | 23  |
| 13  | Armindo Araújo           | 11  |
| 14  | François Delecour        | 8   |
| 15  | Dennis Kuipers           | 8   |
| 16  | Pierre Campana           | 6   |
| 17  | Henning Solberg          | 6   |
| 18  | Matti Rantanen           | 6   |
| 19  | Jari Ketomaa             | 6   |
| 20  | Yazeed Al-Rahji          | 4   |
| 21  | Patrik Sandell           | 4   |
| 22  | Ken Block                | 4   |
| 23  | Eyvind Brynildsen        | 1   |
| 24  | Ricardo Triviño          | 1   |
| 25  | Peter van Merksteijn Jr. | 1   |
| 26  | Abdulaziz Al-Kuwari      | 1   |
| 27  | Manfred Stohl            | 1   |

### Producenci
| Lp. | Producent                             | Pkt |
| --- | ------------------------------------- | --- |
| 1   | Citroën Total World Rally Team        | 280 |
| 2   | Ford World Rally Team                 | 171 |
| 3   | M-Sport Stobart Ford World Rally Team | 115 |
| 4   | Qatar World Rally Team                | 49  |
| 5   | Citroën Junior World Rally Team       | 48  |
| 6   | Adapta World Rally Team               | 37  |
| 7   | Mini WRC Team                         | 26  |
| 8   | Brazil World Rally Team               | 16  |